# Колесніченко Юрій Іванович
Ю́рій Іва́нович Колесніче́нко — полковник Збройних сил України, учасник російсько-української війни, учасник російсько-української війни.

## З життєпису
Батьки його були учителями, 1984 року закінчив Башилівську ЗОШ. На лінії фронту — з 25 березня 2014-го. Протистояв військовій агресії на Чонгарі, брав участь у боях за Широкине, Дебальцеве. Станом на грудень 2015-го — заступник начальника штабу сектора «М».
Станом на березень 2017-го — військовий комісар, Житомирський обласний військовий комісаріат.

## Нагороди
За особисту мужність, сумлінне та бездоганне служіння Українському народові, зразкове виконання військового обов'язку відзначений — нагороджений
- 10 жовтня 2015 року — орденом Богдана Хмельницького III ступеня.